# Rhysodesmus flavocinctus
Rhysodesmus flavocinctus är en mångfotingart som beskrevs av Pocock 1909. Rhysodesmus flavocinctus ingår i släktet Rhysodesmus och familjen Xystodesmidae. Inga underarter finns listade i Catalogue of Life.